# Филипо Воландри
Филипо Воландри (итал. Filippo Volandri, Ливорно, Италија, 5. септембар 1981) је бивши италијански тенисер који је најбољи пласман у синглу остварио 23. јула 2007. када је заузимао 25. место на АТП листи.
Један од његових запажених резултата је победа над Роџером Федерером у два сета у трећем колу турнира у Риму 2007. године, на коме је обезбедио учешће захваљујући посебној позивници (енгл. wild card) организатора.
У јануару 2021. постављен је за селектора Дејвис куп репрезентације Италије уместо Корада Барацутија, који је ту функцију обављао пуних двадесет година.

## АТП финала

### Појединачно: 9 (2:7)
| Легенда                        |
| ------------------------------ |
| Гренд слем турнири (0:0)       |
| Завршно првенство сезоне (0:0) |
| АТП мастерс 1000 (0:0)         |
| АТП 500 (0:0)                  |
| АТП 250 (2:7)                  |

| Финала по подлози |
| ----------------- |
| Тврда (0:0)       |
| Шљака (2:7)       |
| Трава (0:0)       |

| Финала по локацији |
| ------------------ |
| Отворено (2:6)     |
| Дворана (0:1)      |

| Исход     | Бр. | Датум               | Турнир                  | Подлога   | Противник       | Резултат      |
| --------- | --- | ------------------- | ----------------------- | --------- | --------------- | ------------- |
| Финалиста | 1.  | 27. јул 2003.       | Умаг, Хрватска          | Шљака     | Карлос Моја     | 4:6, 6:3, 5:7 |
| Победник  | 1.  | 22. мај 2004.       | Перчах, Аустрија        | Шљака     | Гзавје Малис    | 6:1, 6:4      |
| Финалиста | 2.  | 25. јул 2004.       | Умаг, Хрватска (2)      | Шљака     | Гиљермо Кањас   | 5:7, 3:6      |
| Финалиста | 3.  | 3. октобар 2004.    | Палермо, Италија        | Шљака     | Томаш Бердих    | 3:6, 3:6      |
| Финалиста | 4.  | 2. октобар 2005.    | Палермо, Италија (2)    | Шљака     | Игор Андрејев   | 6:0, 1:6, 3:6 |
| Финалиста | 5.  | 19. фебруар 2006.   | Буенос Ајрес, Аргентина | Шљака     | Карлос Моја     | 6:7(6:8), 4:6 |
| Финалиста | 6.  | 17. септембар 2006. | Букурешт, Румунија      | Шљака     | Јирген Мелцер   | 1:6, 5:7      |
| Победник  | 2.  | 1. октобар 2006.    | Палермо, Италија        | Шљака     | Николас Лапенти | 5:7, 6:1, 6:3 |
| Финалиста | 7.  | 19. фебруар 2012.   | Сао Пауло, Бразил       | Шљака (д) | Николас Алмагро | 3:6, 6:4, 4:6 |

### Парови: 1 (0:1)
| Легенда                        |
| ------------------------------ |
| Гренд слем турнири (0:0)       |
| Завршно првенство сезоне (0:0) |
| АТП мастерс 1000 (0:0)         |
| АТП 500 (0:1)                  |
| АТП 250 (0:0)                  |

| Финала по подлози |
| ----------------- |
| Тврда (0:0)       |
| Шљака (0:1)       |
| Трава (0:0)       |

| Финала по локацији |
| ------------------ |
| Отворено (0:1)     |
| Дворана (0:0)      |

| Исход     | Бр. | Датум         | Турнир            | Подлога | Партнер        | Противници                  | Резултат |
| --------- | --- | ------------- | ----------------- | ------- | -------------- | --------------------------- | -------- |
| Финалиста | 1.  | 4. март 2006. | Акапулко, Мексико | Шљака   | Потито Стараче | Франтишек Чермак Леош Фридл | 5:7, 2:6 |